# Kuzköy, İskilip
Kuz là một xã thuộc huyện İskilip, tỉnh Çorum, Thổ Nhĩ Kỳ. Dân số thời điểm năm 2010 là 386 người.